# Волков, Леонид Михайлович (политик)
Леони́д Миха́йлович Во́лков (род. 10 ноября 1980, Свердловск) — российский политик, международный лоббист и общественный деятель, IT-специалист, бывший председатель Anti-Corruption Foundation, руководитель предвыборного штаба Алексея Навального на выборах президента России 2018 года и впоследствии штаба «забастовки избирателей», который по окончании выборов преобразовался в сеть региональных штабов Навального, сооснователь «Общества защиты интернета».
С 1 марта 2009 по сентябрь 2013 года — депутат Екатеринбургской городской Думы. Председатель Центрального выборного комитета, созданного для выборов в Координационный Совет оппозиции, и руководитель предвыборного штаба Алексея Навального на выборах мэра Москвы в 2013 году. Один из создателей партии «Народный альянс» (позднее «Партия прогресса», «Россия будущего»). Бывший председатель Свердловского отделения и член Федерального политсовета Партии народной свободы, член федерального политсовета ОДД «Солидарность».
В январе 2021 года Следственный комитет России заочно предъявил Волкову обвинения «за вовлечение подростков в незаконные митинги», суд заочно арестовал его и объявил в международный розыск.
В 2022 году один из инициаторов создания и основной лоббист Списка коррупционеров и разжигателей войны. В марте 2023 года покинул должность председателя Anti-Corruption Foundation после скандала с подписанием ходатайства о снятии санкций с руководителей «Альфа-Групп».

## Биография
Родился 10 ноября 1980 года в Свердловске. Его отец — Михаил Владимирович Волков, профессор, главный научный сотрудник лаборатории комбинаторной алгебры ИМКН «Уральский федеральный университет имени первого президента России Б. Н. Ельцина» (УрФУ). Мать — Сусанна Борисовна Волкова (Купчик), старший преподаватель кафедры новых информационных технологий в образовании Уральского государственного педагогического университета. Еврей по национальности (на 75 % еврей, на 25 % русский), с 2016 года иудаизм является важной частью его жизни. Считает себя евреем по крови и русским по культуре.
Учился в екатеринбургской школе № 37 с немецким уклоном, затем — в Специализированном учебно-научном центре Уральского государственного университета (СУНЦ УрГУ).
Капитан команды Russia-Ural на 10-м Международном турнире юных физиков IYPT в 1997 году, участник чемпионата мира по программированию 2001 года, в котором занял 14-е место (бронзовые медали) в составе команды УрГУ.
В 2002 году окончил математико-механический факультет Уральского государственного университета по специальности «математика, прикладная математика». В 2005 году окончил аспирантуру Уральского государственного университета и в 2006 году стал кандидатом физико-математических наук, защитив диссертацию на тему «Модели и алгоритмы обработки информации в программных комплексах электронного документооборота».
С 1998 работал программистом в компании «СКБ Контур», занимавшейся разработкой систем электронного учёта и отчётности для бизнеса и бюджетной сферы. В 2004 году занял должность заместителя генерального директора, а в 2007 году возглавил управление федеральных проектов компании. Покинул компанию в 2010 году.
1 марта 2009 года избран депутатом Екатеринбургской городской Думы по избирательному округу № 10 Кировского района (самовыдвижение). Член постоянной депутатской комиссии по городскому хозяйству, градостроительству и землепользованию и постоянной депутатской комиссии по местному самоуправлению, культурной и информационной политике.
В 2011 году совместно с политологом Фёдором Крашенинниковым написал и опубликовал книгу «Облачная Демократия» о перспективах прямой демократии с использованием электронных технологий, в 2013 году её второе издание с предисловием Алексея Навального вышло в издательстве «Кабинетный Учёный».
В 2013 году переехал с семьёй из Екатеринбурга в Люксембург. Вернулся в Россию в конце 2014 года.
В 2018 года Леонид Волков прошёл полугодовое обучение в Йельском университете по программе «Maurice R. Greenberg World Fellows Program».

### Эмиграция
В августе 2019 года после возбуждения уголовного дела об отмывании денег ФБК Леонид Волков уехал из России. В 2021 году суд заочно арестовал Волкова и объявил в международный розыск. По состоянию на 2023 год проживает в Вильнюсе.

#### Нападение
12 марта 2024 года на Волкова было совершено нападение возле его дома в Вильнюсе, ему разбили окно в машине и распылили в глаза слезоточивый газ, после чего нападавший стал бить Леонида молотком. Волкова доставили в больницу, но вскоре выписали, у него сломана рука. Задержать нападавшего по горячим следам не удалось. Литовская полиция начала расследование. После журналистского расследования Христо Грозева в The Insider, в Польше были задержаны участники нападения и организатор.
20 сентября 2024 года по делу о нападении на бывшего главу Фонда борьбы с коррупцией Леонида Волкова на три месяца арестовали живущего в Польше россиянина Анатолия Блинова. Об этом сообщила прокуратура страны, пишет польское издание Wiadomosci со ссылкой на радио RMF FM.

## Политическая и общественная деятельность
С 2009 года — член движения «Солидарность». 10 апреля 2010 года выступил организатором митинга против строительства храма на Площади Труда в Екатеринбурге — мероприятие собрало более 3500 участников и стало самой массовой протестной акцией в городе со времён перестройки. 24 октября 2010 года выступил одним из организаторов митинга в поддержку Егора Бычкова. Также в 2010 году совместно с Андреем Альшевских, Фёдором Крашенинниковым, Константином Киселёвым и Дмитрием Головиным создал в Екатеринбурге комитет «Право выбора» для противодействия попыткам губернатора Александра Мишарина отменить выборы мэра в столице области.
6 июня 2011 года вместе с оппозиционным политологом Фёдором Крашенинниковым представил книгу «Облачная демократия» о перспективах развития института выборов и принципов демократии при помощи информационных технологий. В 2011 году участвовал в выборах в Законодательное собрание Свердловской области по Октябрьскому одномандатному избирательному округу № 10. Выиграл в Областном суде Свердловской области суд у избиркома, который отказывался регистрировать кандидата на основании превышения числа подписей, признанных недействительными, но был снят с выборов Верховным Судом РФ.
В 2012 году организовал сбор средств на строительство «Кладбища памятников архитектуры Екатеринбурга», которое открылось в Международный день музеев. В августе того же года приступил к работе по организации выборов в Координационный Совет российской оппозиции в качестве председателя Центрального выборного комитета. В это же время он заявил о том, что не видит для себя будущего как публичного политика, однако ему действительно интересны «проработка и решение организационных вопросов, создание работающих систем и структур, особенно — на стыке ИТ и политики». На Учредительном съезде «Народного альянса» 15 декабря 2012 года был избран в Центральный Совет партии, а летом 2013 года возглавил предвыборный штаб кандидата в мэры Москвы Алексея Навального.
В 2015 году Волков назвал состоявшийся в 2014 году референдум о статусе Крыма проведённым с нарушениями законодательства и настаивал на проведении повторного референдума под международным контролем с учётом волеизъявления жителей Крыма. В то же время, согласно словам председателя Меджлиса крымскотатарского народа Рефата Чубарова, Леонид Волков во время протестов в поддержку Алексея Навального 2021 года отказался исправлять интерактивную карту и удалять Крым с карты Российской Федерации, приведя некоторые аргументы, которые Чубаров отказался озвучивать.
В 2015 году возглавил избирательный штаб партии ПАРНАС на выборах в Законодательное собрание Новосибирской области. После отказа в регистрации списка кандидатов по итогам проверки подписей по базам данных ФМС России, в которой, по его утверждению, содержится большое количество ошибок, объявил голодовку. Волков утверждает, что фальшивые подписи были собраны токсичными сборщиками. В том же году возглавлял избирательный штаб партии ПАРНАС на выборах в Костромскую областную думу.
В 2015 году против Волкова было возбуждено уголовное дело по заявлению корреспондента LifeNews Поступинского, утверждавшего, что 17 июля 2015 года оппозиционер повредил его микрофон во время конфликта у штаба Демократической коалиции в Новосибирске. Позже корреспондент LifeNews изменил показания и стал уверять, что Волков схватил его за руку, причинив физическую боль. Волкова обвинили в воспрепятствовании работе журналиста с применением насилия (часть 3 статьи 144 Уголовного кодекса РФ). Судья Центрального районного суда Новосибирска квалифицировала действия Волкова по более мягкой части статьи, без применения насилия, и в августе 2016 года приговорила его к штрафу в размере 30 тысяч рублей.
В конце 2015 года вместе с политиком Сергеем Бойко основал «Общество защиты интернета», призванное защитить интернет в России от цензуры, избыточного регулирования и административного произвола.
26 марта 2017 года Волков и другие сотрудники Фонда борьбы с коррупцией, которые организовали в своём офисе прямую трансляцию с акций протеста по всей России, были задержаны полицией. На Волкова и ещё одного сотрудника ФБК были составлены протоколы, согласно которым они отказались по требованию сотрудников правоохранительных органов покинуть помещение фонда, когда полицейские проводили эвакуацию из-за сообщения о якобы готовящемся взрыве. 27 марта Симоновский суд Москвы приговорил Волкова к 10 суткам ареста по обвинению по статье 19.3 Кодекса об административных правонарушениях РФ («Неповиновение законному распоряжению сотрудника полиции»). Суммарно в ходе кампании в поддержку регистрации Алексея Навального в качестве кандидата на выборах президента России арестовывался 5 раз и провёл под административным арестом 95 суток.
12 июня 2017 года Волков и другие сотрудники «Фонда борьбы с коррупцией» провели девятичасовую трансляцию с акций протеста по всей России.
21 мая 2019 года был задержан и затем арестован на 20 суток за соучастие в организации митинга против повышения пенсионного возраста 9 сентября 2018 года.
В осеннем семестре 2018 года Леонид Волков прошёл полугодовое обучение в Йельском университете по программе «Maurice R. Greenberg World Fellows Program».
Летом 2019 года Волков покинул Россию после возбуждения уголовного дела в отношении ФБК по статье об «отмывании денег», в настоящее время он проживает на территории одной из европейских стран.
28 января 2021 года Главным следственным управлением Следственного комитета РФ против Волкова возбуждено уголовное дело по признакам преступления, предусмотренного частью 2 статьи 151.2 УК РФ («склонение в информационно-телекоммуникационных сетях несовершеннолетних к совершению противоправных действий»), а 29 января властями РФ он объявлен в розыск.
В начале февраля 2021 года в Екатеринбурге у Сусанны и Михаила Волковых — родителей Леонида Волкова — прошёл обыск. По словам матери Волкова, в постановлении было указано, что обыск связан с делом о нарушении санитарно-эпидемиологических норм (ст. 236 УК) в Москве 23 января.
10 февраля 2021 года Леонид Волков был объявлен в межгосударственный розыск на территории СНГ. Он проходит по делу о вовлечении несовершеннолетних в несанкционированные митинги. СК заочно потребовал его ареста и Басманный суд удовлетворил это ходатайство. Ранее его объявили в розыск по России.
17 июня Леонид Волков провёл встречу в Конгрессе США. Председатель подкомитета Палаты представителей Уильям Китинг обсудил с Волковым ситуацию с Навальным и борьбу с коррупцией.
10 августа Следственный комитет России возбудил против Волкова уголовное дело по обвинению в финансировании экстремистской организации.
14 января 2022 года Росфинмониторинг внёс Леонида Волкова в перечень лиц, в отношении которых имеются сведения об их причастности к экстремистской деятельности или терроризму. 22 апреля Министерством юстиции России внесён в список физических лиц — «иностранных агентов».
1 февраля 2023 года состоялась встреча Леонида Волкова с заместителем государственного секретаря США Венди Шерман, где они обсудили состояние Алексея Навального, отбывающего наказание в российской тюрьме за якобы сотрудничество с Госдепом США. Через 2 недели Навальный умер.
9 марта Волков объявил об уходе с поста председателя правления ФБК — из-за подписи под письмом к Еврокомиссии с просьбой снять санкции с руководителей «Альфа-групп» — Михаила Фридмана, Петра Авена, Германа Хана и Алексея Кузьмичёва. Политик отрицал подпись этого письма и называл его подделкой до тех пор, пока Алексей Венедиктов не выложил списки подписавших.

## Конфликт с Максимом Кацем и обвинения в сексуальных домогательствах
В 2013 году Волков возглавлял избирательный штаб Алексея Навального на выборах мэра Москвы. Заместителем Волкова был политик Максим Кац — он организовывал установку агитационных «кубов» и встречи с избирателями.
После выборов Волков положительно оценил работу Каца, назвав его «гением организации процессов». Через три года после кампании Волков заявил, что Кац был уволен из штаба за неделю до выборов из-за угроз обратиться в правоохранительные органы в случае противоправных действий работников штаба. По версии Каца, никакого увольнения не было. Согласно заявлениям друга Каца, журналиста Ильи Варламова, попытка увольнения произошла из-за личного конфликта Каца с начальником штаба Волковым. Навальный не поддержал попытку увольнения, все доработали до конца кампании в разных отделах штаба. В мае 2016 года Навальный, негативно оценивая самого Каца и опыт совместной работы с ним, исключил возможность какого-либо дальнейшего взаимодействия и сотрудничества.
Вскоре после этого Екатерина Патюлина, бывшая глава интернет-отдела штаба Навального, рассказала о конфликте между Кацем и Волковым, утверждая, что настоящей причиной конфликта были сексуальные домогательства по отношению к ней со стороны Волкова и сталкинг. В 2020 году Патюлина и Кац стали супругами. Кац подробно изложил схожую версию событий в одном из роликов на своём YouTube-канале.

## Личная жизнь
Леонид Волков был женат дважды. В 2007 году женился на Наталье Грединой, в браке родились сын Борис (2009) и дочь Маргарита (2012).
В 2015 году женился на Анне Бирюковой — руководительнице социологической службы Фонда борьбы с коррупцией, — от которой имеет сына Марка (2017). В 2020 году после прохождения Бирюковой гиюра пара провела повторное бракосочетание — по иудейскому обряду. В марте 2022 года у этой пары родилась дочь Майя.
Родной брат Евгений Волков живёт в Екатеринбурге, работает архитектором. Участвует в арх-группе «Подельники», восстанавливающей памятник конструктивизма «Белая башня».
Называет себя еврейским националистом.

## Награды и звания
- Премия Теодора Хойса (2023)[3][87]